# 拉雷维利艾阿埃多
拉雷维利艾阿埃多，是西班牙卡斯蒂利亚-莱昂布尔戈斯省的一个市镇。总面积15平方公里，总人口125人（2001年），人口密度8人/平方公里。